# Jitsi
Jitsi는 자유-오픈 소스 멀티플랫폼 VoIP, 화상 통화, 인스턴트 메신저 애플리케이션들의 모임으로, 윈도우, 리눅스, macOS, iOS, 안드로이드를 지원한다. Jitsi 프로젝트는 Jitsi Desktop(이전 이름: SIP 커뮤니케이터)과 함께 시작했다. WebRTC가 부상하면서 프로젝트 팀은 초점을 Jisti Videobridge로 옮겨서 웹 기반 다중 단체 화상 통화를 가능케 했다. 나중에 이 팀은 웹, 안드로이드, iOS 클라이언트를 포함한 온전한 화상 회의 애플리케이션인 Jitsi Meet를 추가했다. Jitsi는 자유 커뮤니티용으로 Jitsi에 의해 호스팅되는 Jitsi Meet 버전인 meet.jit.si도 운영한다. 다른 프로젝트들로는 Jigasi, lib-jitsi-meet, Jidesha, Jitsi 등이 있다.
Jitsi는 NLnet 재단, 스트라스부르 대학교, Region of Alsace, 유럽 연합 집행위원회 등 다양한 기관들로부터 지원을 받고 있으며 구글 서머 오브 코드 프로그램에 여러 번 참여한 바 있다.

## 역사
Jitsi(당시 SIP 커뮤니케이터)에 대한 작업은 2003년 스트라스부르 대학교의 Emil Ivov에 의해 학생 프로젝트로서 시작되었다.

## 같이 보기
- 자유-오픈 소스 소프트웨어 패키지 목록
- 세션 개시 프로토콜